# Громан, Сильвестр Густавович
Сильвестр Густавович Громан, или Цезарь-Густав Громманн (5 (17) ноября 1831 — 5 (17) ноября 1880, С.-Петербург) — генерал-майор Русской императорской армии. Участник Кавказской войны, подавления Польского восстания 1863—1864 и Русско-турецкой войны 1877—1878.

## Биография
Из русских немцев, выходцев из Саксонии, дворян Московской губернии. Старший сын педагога, доктора философии Йенского университета, статского советника и кавалера Густава Ивановича Громана, преподававшего греческий и латынь в учебных заведениях Москвы и Рязани. Воспитывался в родительском доме в Москве, где получил домашнее образование. 
Поступил на воинскую службу в 1849 году фейерверкером в артиллерию. 25 июля 1852 года, по сдаче экзамена, был произведён из юнкеров 1-й гренадерской артиллерийской бригады в прапорщики 4-й батареи 20-й полевой артиллерийской бригады Кавказской артиллерийской дивизии. В дивизию входили батареи, расквартированные на Кавказской линии, причём 4-я батарея 20-й бригады была расквартирована в станица Старогладковской.
В 1852 году Громан, служа на Кавказе, участвовал в боевых действиях Кумыкского отряда полковника Якова Петровича Бакланова против чеченцев. В январе-марте 1853 года Громан участвовал в походе на левый берег реки Мичик, закончившийся уничтожением нескольких укреплений горцев, в том числе аулов Аку-юрта, Дадан-юрта, селений Гурдали и Мазлагаш.
В 1853 и 1854 годах взвод орудий 4-й батареи под командой прапорщика С. Г. Громана нёс охрану Кумыкской плоскости в долине реки Мичик, участвуя в отражении отдельных набегов горцев. Так, 29 декабря 1853 «взвод прапорщика Цезаря Гросмана, при рубке дров, сделал по неприятелю 4 выстрела гранатами, 7 ядрами и 4 картечью; в этом деле ранены 2 нижних чина и один контужен».
В 1854 году Громан был произведён на вакансию в подпоручики 20-й артиллерийской бригады (6.09.1854), но уже в конце 1854 был переведён тем же чином в Кавказскую гренадерскую артиллерийскую бригаду. В 1856 году он был произведён на вакансию в поручики той бригады (23.09.1856) и откомандирован в Санкт-Петербург, где поступил в Николаевскую академию Генерального штаба. 
В 1858 году Громан закончил Николаевскую академию, был причислен к Генеральному штабу, и вновь отправился на Кавказ. Будучи поручиком 2-й сводной резервной артиллерийской бригады,  назначен и. д. старшего адъютанта, по части Генерального штаба, в штабе войск Левого крыла Кавказской линии (18.04.1859). В этом качестве Громан активно участвовал в летней кампании 1859 года, окончившейся взятием аула Ведено (1.04.1859), крепости Гуниб (25.08.1859) и пленением имама Шамиля. 
За отличные успехи в науках в Николаевской Академии Генерального штаба произведён штабс-капитаном, с переводом из артиллерии в Генеральный штаб, и утверждением в должности старшего адъютанта, по части Генерального штаба, в штабе войск Левого крыла Кавказской линии (01.01.1860). За летнюю кампанию 1859 года при покорении Восточного Кавказа, пожалован кавалером ордена Святого Станислава 3 степени с мечами и бантом (28.02.1860).
По Генеральному штабу, назначен дивизионным квартирмейстером 3-й гренадерской дивизии, штаб которой располагался в Москве (17.09.1860). В той должности откомандирован для составления статистического описания Рязанской губернии. Пожалован кавалером ордена Святой Анны 3 степени (12.02.1862). На вакансию произведён капитаном Генерального штаба (30.08.1862), с оставлением в должности.
Назначен старшим адъютантом штаба 33-й пехотной дивизии (30.08.1863), штаб которой располагался в городе Каменец-Подольском. В составе дивизии участвовал в подавлении Польского восстания 1863—1864 годов. За Польскую кампанию пожалован орденом Святого Станислава 2 степени с мечами над орденом (4.12.1864). 
Затем состоял в должности штаб-офицера для поручений при штабе Киевского военного округа. На основании приказа по Военному ведомству от 02.01.1865 за № 2, пожалован в подполковники Генерального штаба, с утверждением в должности (27.03.1866).
Начальник штаба 7-й пехотной дивизии (1867―15.04.1873). По той должности пожалован орденом Святого Станислава 2 степени, с императорской короной и мечами над орденом (27.01.1869), и в том же году произведён в полковники Генерального штаба, с оставлением в той же должности.
По-видимому, в период службы начальником штаба 7-й пехотной дивизии, Громан имел непростые отношения с одним из начальников дивизии, генерал-майором Петром Семёновичем Лебедевым. Об этом свидетельствует генерал-лейтенант Павел Петрович Карцов, бывший командир дивизии, при котором Громан начинал службу начальником штаба: 

Прибыв в Варшаву и узнав, что бывшая моя 7 дивизия в Повонзковском лагере, я поехал навестить старых сослуживцев. Три полковые командира и многие из офицеров были ещё моего времени, и как только узнали о моём приезде в первый полк, собрались туда. Начальствовал в то время этой дивизией, бывший мой помощник и знакомый читателям по одной из предшествовавших глав моих воспоминаний, П. С. Лебедев, а начальником штаба у него оставался бывший и при мне, полковник Громан. Последний рассказал мне много неутешительного о ходе дел в дивизии и просил устроить перевод его куда-либо, лишь бы не оставаться в настоящем положении при Лебедеве. Полковые командиры упросили меня принять от них, на другой день, обед в английской гостинице— 
Начальник штаба 11-й пехотной дивизии (15.04.1873―22.04.1875). По той должности пожалован орденом Святой Анны 2 степени (15.12.1874).
Начальник штаба 17-й пехотной дивизии (22.04.1875―17.09.1876).  
Командир 33-го пехотного Елецкого полка (17.09.1876—26.11.1878). Этим полком Громан командовал во время русско-турецкой войны 1877—1878. Одновременно с командованием полком Громан с 30 июля (11 августа) 1877 по 18 (30) декабря 1877 был начальником Хаинкиойского сводного отряда VIII армейского корпуса, занимавшего позиции на Корнак-Балканском и Хаинкиойском перевалах. 
Краткий перечень походных движений и военных действий 33-го пехотного Елецкого полка за кампанию в Болгарии, от Дуная до Балкан, в июне 1877 — январе 1878:
- 15 (27) июня 1877 — Переправа через Дунай и бой у г. Зимницы, в составе VIII армейского корпуса[19], под непосредственным начальством командира корпуса ген.-лейтенанта Ф. Ф. Радецкого. Указом от 4 (16) августа 1877, пожалован орденом Святого Владимира 4 степени, с мечами и бантом, в воздаяние отличного мужества и храбрости, оказанных при переправе через Дунай у г. Зимницы, в ночь с 14 на 15 июля 1877 года, полковник, командир 33-го пехотного Елецкого полка Сильвестр Громан.
- 18 (30) июля 1877 — При овладении Ямбольской железной дорогой у г. Ени-Загры, в составе передового Забалканского отряда, под командой ген.- адъютанта И. В. Гурко.
- 19 (31) июля 1877 — При взятии укреплённой позиции у дер. Джуранли, в составе того же отряда. Указом от 28 апреля (10 мая) 1878, пожалован орденом Святого Владимира 3 степени, с мечами, в воздаяние отличного мужества и храбрости, оказанных командиром 33-го пехотного Елецкого полка полковником Сильвестром Громаном, в делах с турками при Ени-Загре и Джуранли 18-го и 19-го июля 1877 года.
- 4 (16) августа 1877 и 4 (16) сентября 1877. — При отражении турецких атак на Хаинкиойском перевале и защита Хаинкиойского ущелья в составе Хаинкиойского отряда, под командой полковника C. Г. Громана.
- 27 декабря 1877 (8 января 1878) и 28 декабря 1877 (9 января 1878). — При овладении дер. Шипкой, в левой колонне, под командой ген.- адъютанта князя Н. И. Святополк-Мирского.

С 20 декабря 1877 (1 января 1878) года, с вверенным Елецким пехотным полком и 1-й горной артиллерийской батареей, С. Г. Громан выступил с Хаинкиойского перевала к дер. Тревна и 27 декабря 1877 (8 января 1878) возглавил атаку полка в сражении при дер. Шипке, во время которого был ранен и выбыл из строя. Ранение пулей в левую ногу оказалось не смертельным. Согласно реляции Громана от 31 декабря 1877 (12 января 1878) командиру 1-й бригады 9-й пехотной дивизии, о действиях Елецкого полка в этом сражении, продолжавшемся 27 и 28 декабря 1877 года, и окончившегося победой русских войск, Елецкий полк потерял убитыми: 1 обер-офицера, 57 нижних чинов 11 казённых лошадей; ранеными: 1 штаб-офицера, 6 обер-офицеров, 398 нижних чинов; было контужено 5 обер-офицеров, 21 нижних чинов; 17 нижних чинов пропало без вести. 
Вот как события сражения 27 декабря 1877 (8 января 1878) года описывал современник: 

По общей команде солдаты двинулись вперёд. Турки их осыпали гранатами, ружейный огонь выхватывал целые ряды у стрелков. Первые жертвы боя валились, товарищи, сжав зубы и нахмурясь, переступали через трупы и <…> вели атаку. <…> Тем не менее, под огнём неприятеля наши ряды редели. Потребовалось усилить боевую линию. Особенно нуждался в этом правый фланг, осыпаемый артиллерийскими снарядами. Против него действовала сильнейшая батарея неприятеля. Там даже была минута паники. Терпя ужасные потери, полк сначала приостановил движение, потом вся эта масса всколыхнулась. Нерешительность, как круг по воде, расходилась в боевых колоннах. Заметя это, полковник Громан кинулся вперёд с криком: не в первый раз, братцы, бить турок! Смелей, за мной идите… Но в это время шальная пуля сняла его с седла, и он упал перед полком. Позади шли <…> севцы. Их послали поддержать елецких солдат…— 
За взятие турецких редутов у деревни Шипки Елецкий пехотный полк 17 (29) апреля 1878 был пожалован Георгиевскими серебряными трубами, с надписью времени и места сражения. 26 ноября (8 декабря) 1878 полковник Громан был произведён в генерал-майоры, с зачислением по армейской пехоте и в запасные войска. Указом от 15 (27) июня 1879, Громан, за оказанное мужество и храбрость в делах с турками при деревне Шипке 27-го и 28-го декабря 1877 года, награждён золотой саблей с надписью ― «За храбрость». В марте того же ― 1879, ген.-майором зачислен вновь в штат 33-го Елецкого пехотного полка, с оставлением по армейской пехоте и в запасных войсках.
После излечения и непродолжительного нахождения в запасе, Громан в апреле 1880 года был назначен командиром 2-й бригады (19-й пехотный Костромской и 20-й пехотный Галицкий полки) 5-й пехотной дивизии. Через полгода скончался, находясь в должности. Исключен из списков умершим 25 ноября 1880.

## Дружба Громана со Львом Толстым
В 1852—54 годах, служа на Кавказе, Громан являлся сослуживцем Льва Толстого. Примерно в 1852 году С. Г. Громан познакомился с братьями — графами Н. Н. и Л. Н. Толстыми. Первый служил обер-офицером, второй — унтер-офицером (фейерверкером) той же батареи. Громан неоднократной упоминается в дневниках писателя Л. Н. Толстого в период с 22 сентября (4 октября) 1852 по 8 (20) января 1854 года. Вместе с Л. Н. Толстым новый прапорщик батареи участвовал в зимнем походе 1853 года, вместе с ним проводит свободное время (обедает, ужинает, ходит на охоту, играет в карты, выпивает, стреляет по мишеням и пр.), ведёт с писателем откровенные беседы по истории, религии и пр., причём не всегда их мнения совпадают. 
Толстой присутствует при встречах Громана с его прежними знакомыми и сослуживцами, которые приезжают к нему в часть, в частности — с отставным коллежским секретарём А. П. Лобри; читает сослуживцу написанные главы («Карл Иванович») из своей новой повести «Отрочество». В октябре 1853 года, во время болезни Толстого, С. Г. Громан становится секретарём сослуживца, записывая, под диктовку его сочинения. Л. Н. Толстой в начале знакомства даёт Громану прозвище — «Цезарь-хан», и в конце знакомства 7 (19) января 1854 записывает в дневник: «Громан приехал и едет в Тифлис. Он добрый и честный малый». 
Возможно, что Л. Н. Толстой в своём дневнике подразумевал именно С. Г. Громана под «новым прапорщиком», когда в начале знакомства 5 (17) ноября 1852 сделал запись: «Получил письма. Огромные расходы расстроили меня. Утром был на охоте. Убили кабана и обидели Япишку. Сидели все у меня, и сцена с новым прапорщиком поразила меня (он мне нравится)». Очевидно, что писатель с симпатией относился к сослуживцу, несмотря на случавшиеся разногласия. Последняя запись в дневнике Толстого, касательно Громана, сделана 8 (20) января 1854 года: «Противоречил Громану». На следующий день, за отличие в делах против горцев, Л. Н. Толстой произведён в чин прапорщика артиллерии (извещение о производстве в офицерский чин Толстой получает 6.02.1854 в Туле); 12 (24) января 1854 он получает известие о переводе в Дунайскую армию, 19 (31) января 1854 убывает в Ясную поляну и 15 (27) февраля 1854 переводится прапорщиком батарейной № 4 батареи 12-й артиллерийской бригады.

## Семья
- Отец — Густав Иванович Громан (нем. Elias Gustav Grohmann)[27], педагог, статский советник и кавалер. Родился в 1801 в Эрфурте. Умер не ранее 1872, по-видимому, в России. 20 марта (1 апреля) 1830 получил степень доктора философии Йенского университета. С 1836 преподавал в России древние языки. Служил, по ведомству Министерства народного просвещения, в Москве и Рязани. Старший учитель греческого (1836—1841) и латинского (1841—1848) языков в Московской 1-й губернской гимназии (Московском дворянском институте), коллежский советник (9.02.1849; ст. 01.09.1848)[28]; учитель Рязанской губернской гимназии, статский советник (17.09.1870; ст. 2.10.1869)[29], кавалер ордена Святой Анны 3 степени (24.12.1871)[30]. Автор учебников и сочинений по греческой грамматике, философии, поэзии литературе.

- Брат — Карл-Герман-Густав Густавович Громан (4.10.1839 — январь 1878),капитан Пограничной стражи. Службу начал юнкером конно-артиллерийской батарейной № 1-го батареи; 01.06.1859 ― за выслугой узаконенных лет произведён в прапорщики Софийского пехотного полка[31]; 27.09.1862 ― из подпоручиков Софийского полка переведён прапорщиком резервного эскадрона лейб-драгунского Московского Его Величества полка[32]; 17.07.1863 ― за отличие в делах против польских мятежников произведён в гвардии поручики[33]; 9.10.1867 ― переведён в действующие эскадроны полка; 06.01.1869 ― переведён штабс-капитаном 25-го Смоленского ген.-адъютанта графа Адлеберга 1-го пехотного полка[34]; 16.05.1871 ― на вакансию капитаном[35]; 12.02.1872 ― переведён капитаном 28-го пехотного Полоцкого полка[36];  05.08.1875[37] ― переведён капитаном Пограничной стражи, служил отрядным офицером Калишской пограничной бригады, исключён из списков умершим ВП от 06.01.1878, по Пограниченой страже.[38] Кавалер ордена Святого Станислава 3 степени (29.05.1867).